# Кошкин, Аркадий Агеевич
Аркадий Агеевич Кошкин (3 декабря 1931, Свердловск — 24 октября 1960, Байконур) — советский инженер, инженер-экспериментатор лётно-испытательной службы, старший инженер-экспериментатор, ведущий инженер отдела лётных испытаний Особого Конструкторского бюро № 456 Государственного комитета по оборонной технике при Совете Министров СССР.
Погиб в 1960 году во время намеченного первого испытательного пуска межконтинентальной баллистической ракеты Р-16.

## Биография
Родился 3 декабря 1931 года в Свердловске. После рождения сына семья Кошкиных переехала в Москву.
В 1939—1949 годах — ученик мужской средней общеобразовательной школе № 315 города Москвы. В 1946 году первичной комсомольской организацией школы был принят в члены ВЛКСМ.
В 1949 года поступил на факультет «Машиностроение» Московского Высшего Технического училища имени Н. Э. Баумана, который успешно окончил в 1954 году по специальности «Инженер-механик».
В октябре 1954 года начал работу в ОКБ-456 — Особое конструкторское бюро, созданное на основании приказа Министерства авиационной промышленности СССР от 3 июля 1946 года «О перепрофилировании Авиаремонтного завода № 456 под производство жидкостных реактивных двигателей и переводе в Химки ОКБ-СД из Казани».
Придя на это предприятие, А. А. Кошкин работал в 51-й лаборатории (Лётно-испытательной службы): инженером, инженером-экспериментатором (с 14 января 1958 года), старшим инженером-экспериментатором (с 14 января 1959 года).
25 июня 1959 года было принято решение по созданию нового Отдела лётно-конструкторских испытаний под № 63 (в дальнейшем № 763), в состав которого вошла часть состава старой лётно-испытательной службы, работники из других подразделений предприятия и даже других предприятий. В их числе был и А. А. Кошкин продолживший работу в должности старшего инженера-экспериментатора, а с 26 февраля 1960 года — в качестве ведущего инженера.
Курировал работу Отдела лётных испытаний Георгий Фролович Фирсов, ставший помощником, затем — заместителем главного конструктора ОКБ-456 по лётным испытаниям.
В июле 1960 гоад при участии инженеров-испытателей ОКБ-456 на Научно-исследовательском испытательном полигоне № 5 Министерства обороны СССР (Космодроме Байконур) началась подготовка к лётным испытаниям двухступенчатой межконтинентальной баллистической ракеты Р-16.
В октябре 1960 года отправился в свою очередную командировку на Научно-исследовательский испытательный полигон № 5 (Космодром Байконур) для участия в заключительных испытаниях и подготовки к пуску первой межконтинентальной баллистической ракеты Р-16.
24 октября 1960 года, на 41-й площадке полигона Байконур, во время намеченного первого испытательного пуска межконтинентальной баллистической ракеты Р-16, на этапе выполнения предстартовых работ, в 19 часов 45 минут по местному времени, произошёл несанкционированный запуск двигателей второй ступени (катастрофа на Байконуре (1960)).
Последовали мощнейший взрыв и пожар, в результате которого погибли 74 человека, в том числе и А. А. Кошкин, и 49 человек получили сильные ожоги и увечья (четверо скончались позже в госпиталях).
Стартовый комплекс был полностью уничтожен.
Похоронен в городе Химки Московской области, на Новолужинском кладбище (уч. № 5) вместе с погибшими в этой же катастрофе заместителем Главного конструктора ОКБ-456 по лётным испытаниям Фирсовым Георгием Фроловичем и инженером Отдела лётных испытаний ОКБ-456 Сергеевым Борисом Николаевичем.
Постановлением Совета Министров СССР № 1341 от 31 декабря 1960 года были установлены пенсии родственникам Кошкина Аркадия Агеевича и других погибших 16-ти гражданских специалистов, а также (на время инвалидности) раненному инженеру Мягкову Николаю Алексеевичу.

## Испытания
Занимался отработкой двигателей баллистических ракет Р-5, Р-14, Р-16, Р-9А, ракет-носителей Р-7 а также создаваемых шахтных стартовых комплексов Р-12У и Р-14У.
В 1960 году при участии инженеров-испытателей отдела № 63 ОКБ-456 под руководством Г. Ф. Фирсова, в том числе при участии А. А. Кошкина были проведены:
- испытания ступеней ракеты Р-16 с двигателем без камер сгорания в Днепропетровском ОКБ-586 (ныне — Конструкторское бюро «Южное» имени М. К. Янгеля) на огневых стендах Южного машиностроительного завода (в начале 1960 года);
- испытания ракеты Р-14, первой и второй ступеней ракеты Р-16 на стенде № 1 НИИ-229 (НИИХИМмаш; ныне — Федеральное казённое предприятие "Научно-испытательный центр ракетно-космической промышленности, город Пересвет Сергиево-Посадского района Московской области);
- лётно-конструкторские испытания ракеты Р-14 на 4-м Государственном Центральном полигоне Министерства обороны СССР в Капустином Яру Астраханской области (6 июля 1960 года).

## Награды
Указом Президиума Верховного Совета СССР № 222/26 от 26 июня 1959 года (с грифом «Совершенно секретно»), «За создание специальной техники (ракетного комплекса Р-12)», инженер-экспериментатор ОКБ-456 Государственного комитета Совета Министров СССР по оборонной технике Кошкин Аркадий Агеевич был награждён орденом «Знак Почёта».

## Семья
Отец — Кошкин Агей Автономович (29.12.1904 — …11.1966), уроженец деревни Задорожье (ныне — в составе Паршинского сельсовета Горецкого района Могилёвской области Республики Беларусь), участник Великой Отечественной войны с 15 октября 1941 года, служил инструктором политсостава, затем — старшим инструктором политотдела 5-го штурмового авиационного Винницкого Краснознамённого корпуса 2-й воздушной армии 2-го Украинского фронта; с 5 апреля 1946 года — майор в отставке. По данным на ноябрь 1960 года являлся главным металлургом 9-го Управления Государственного комитета по оборонной технике; затем являлся ответственным работником Комитета Совета Министров СССР по делам изобретений и открытий; персональный пенсионер Союзного значения. Награждён орденами: Красной Звезды (03.04.1944), Отечественной войны II степени (22.02.1945), «Знак Почёта» (17.06.1961, «За успешное выполнение специального задания Правительства по созданию образцов ракетной техники, космического корабля-спутника „Восток“ и осуществление первого в мире полёта этого корабля с человеком на борту»); медалями: «За оборону Москвы» (01.05.1944), «За Победу над Германией в Великой Отечественной войне 1941—1945 годов» (09.05.1945) и другими наградами.
Мать — Бородина Александра Павловна (1909—1973), участница Великой Отечественной войны, награждена орденом Отечественной войны II степени.
Прах А. А. Кошкина и А. П. Бородиной захоронен в колумбарии Донского кладбища в Москве.
Супруга — Смольникова Людмила Степановна (родилась в 1938 году; состояла в браке с Кошкиным Аркадием Агеевичем с 13 сентября 1958 года; в 1960 годах стала Морозовой), работала педагогом в вечерней школе общего музыкального образования № 3 Кунцевского района города Москвы.
Дочь — Кошкина Ирина Аркадьевна (05.04.1959 — 24.06.2011), в замужестве — Жукова; музыкант, после школы поступила и училась до 1979 года в Музыкальном училище имени Октябрьской революции.
Младшая сестра — Кошкина Людмила Агеевна (1934—1995).

## Увековечивание памяти
На месте гибели членов боевого расчёта, участников испытаний межконтинентальной баллистической ракеты Р-16 и Первого Главнокомандующего РВСН, Главного маршала артиллерии Неделина Митрофана Ивановича, на 41-го площадке Космодрома Байконур был сооружён Мемориальный комплекс состоящий из Памятного знака на месте гибели М. И. Неделина и стелы со списками погибших.